# غار یقه سنگر
اشکفت یقه سنگر در شهرستان ممسنی، بین رستم ۱ و ۲ واقع شده و این اثر در تاریخ ۲۵ اسفند ۱۳۷۹ با شمارهٔ ثبت ۳۲۵۹ به‌عنوان یکی از آثار ملی ایران به ثبت رسیده است.